# Велимир Стаменковић
Велимир Стаменковић Лима (Шишава код Власотинца, 1939) професор је историје, сакупљач и истраживач традиционалне културе.

## Биографија
Рођен је у Шишави 1939. год. Основну четворогодишњу школу завршио је у Шишави.. Нижу и Вишу гимназију завршио је у Вишој мешовитој Гимназији у Власотинцу. Вишу педагошку школу је завршио у Нишу, а филозофски факултет у Скопљу. Од 1973. године ради као професор историје у Гимназији Стеван Јаковљевић у Власотинцу. Био је помоћник директора и генерални директор Образовног центра Милентије Поповић у Власотинцу. Са места професора Гимназије отишао је у пензију 2003. године. Његов друштвени рад везан је за друштвене делатности, посебно образовање. Као просветни радник стално је рaдио на мотивацији својих ученика да се баве истраживачким радом. Оснивач је и председник Фондације даровитих Христифор Црниловић-Кица у Власотинцу. Бави се истраживањем и сакупљањем историјске грађе и културне баштине. Приређивач је и аутор многих књига са темама везаним за власотиначки крај.

## Дела
- Власотиначки зборник 1. 2003. ISBN 978-86-83805-13-6. / редакцијски одбор Велимир Стаменковић.
- Шишава и Шишавци. 2003. ISBN 978-86-83805-14-3. / Велимир Стаменковић.
- Власотиначка гимназија. 2004. ISBN 978-86-83805-20-4. / Велимир Стаменковић – Лима.
- Споменици и спомен-обележја власотиначког краја. 2004. ISBN 978-86-83805-25-9. / Велимир Стаменковић
- Panta rei. 2006. ISBN 978-86-86359-00-1. : (све тече, све се мења) / Велимир Стаменковић Лима.
- Власотиначки зборник 2 / редакцијски одбор Велимир Стаменковић. 2006.  978-86-83805-26-6.
- Христифор Црниловић Кица. 2006. ISBN 978-86-86533-01-2. : водич кроз живот и дело / Велимир Стаменковић Лима.
- Основна школа Шишава. 2007. ISBN 978-86-86533-11-1. / Велимир Стаменковић – Лима.
- Власотиначки крај у Балканским и Првом светском рату. 2010. ISBN 978-86-86533-32-6. / Велимир Стаменковић-Лима.
- Historia magistra vitae est. 2013. ISBN 978-86-86533-29-6. : Историја је учитељица живота / Велимир Стаменковић-Лима.
- Наука је изазов младости и храбрости : зборник истраживачких радова чланова Фондације. 2014. ISBN 978-86-86533-30-2. / [приређивач Велимир Стаменковић].